# George Ault
George Copeland Ault (n. 11 octombrie 1891 – d. 30 decembrie 1948) a fost un artist plastic, un pictor american.
Deși Ault a fost vag încadrat adesea în mișcarea precizionistă, fiind limpede influențat de cubism și suprarealism, cele mai importante lucrări ale sale sunt de natură realistă.

## Biografie

### Anii timpurii

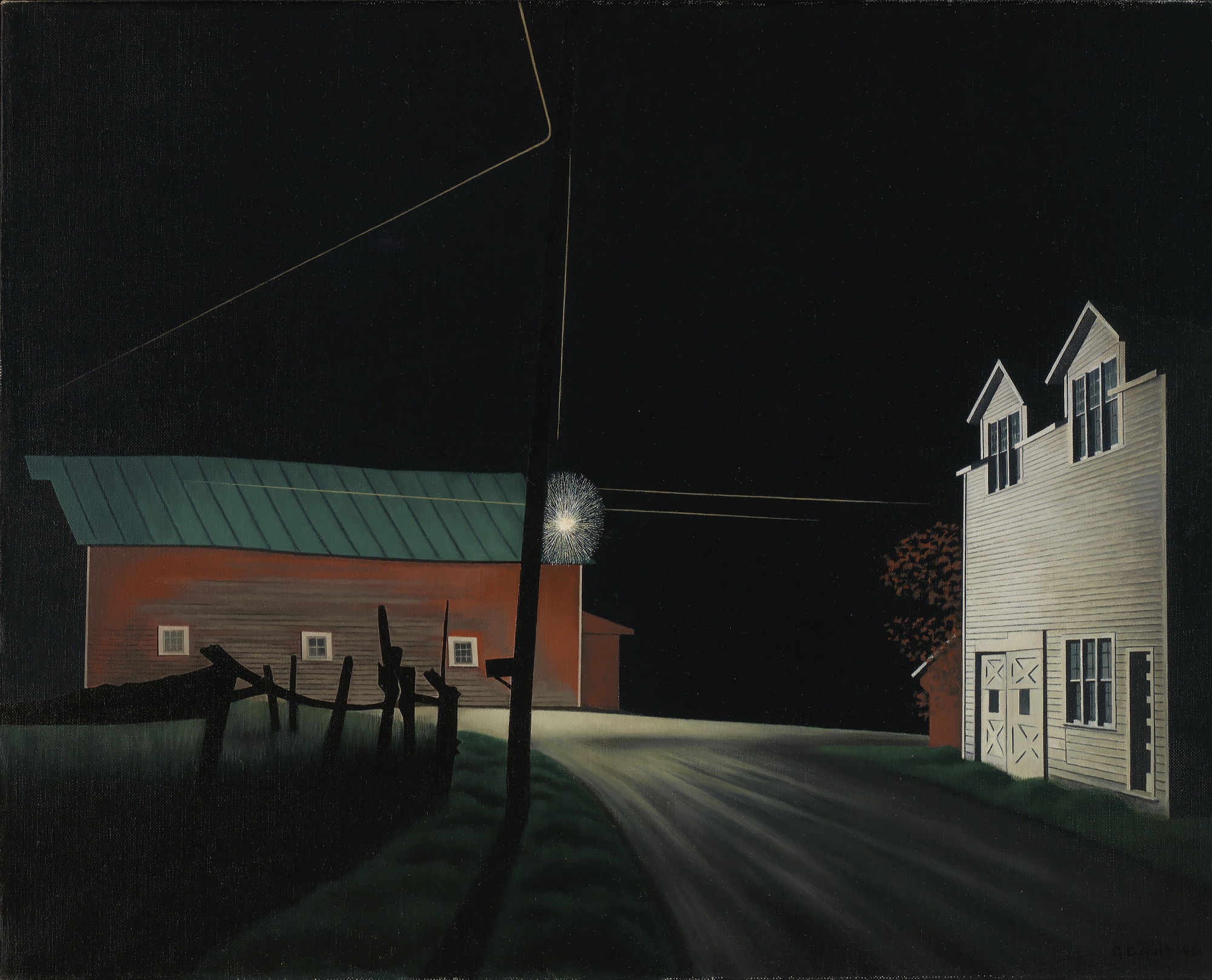
1946 – Lumina strălucitoare la colțurile lui Russell - (engleză Bright Light at Russell's Corners)

Ault s-a născut în Cleveland, statul Ohio, într-o familie înstărită și și-a petrecut tinerețea la Londra, în Anglia, unde a studiat la Slade School of Art și la Saint John's Wood School of Art. Revenind în Statele Unite în 1911, și-a petrecut restul vieții în New York și New Jersey.

### Probleme cu alcoolul
Viața sa personală a fost, de atunci înainte, tumultoasă. A devenit alcoolic în anii 1920, după moartea mamei sale într-o instituție psihiatrică.  Fiecare dintre cei trei frați ai săi a murit prin sinucidere, doi dintre ei după pierderea averii de familie în prăbușirea bursieră din 1929.

### Carieră artistică
Deși își expusese lucrările cu un oarecare succes, până la începutul anilor 1930 comportamentul său nevrotic și recluziunea l-au alienat de lumea galeriilor. În 1937, Ault s-a mutat la Woodstock, statul New York cu Louise Jonas, care avea să-i devină a doua soție, și a încercat să-și lase dificultățile în trecut. În Woodstock, cuplul a dus o viață sărăcăcioasă, într-o mică cabană închiriată care nu avea electricitate sau apă curentă. Depinzând de Louise pentru venit, Ault a creat unele dintre cele mai frumoase picturi ale sale în această perioadă, dar a avut dificultăți în a le vinde.

### Decesul artistului
În 30 decembrie 1948, Ault s-a înecat în pârâul Sawkill, pe când făcea o plimbare solitară pe o vreme urâtă, furtunoasă și întunecată, corpul său neînsuflețit fiind descoperit doar la cinci zile după tragicul eveniment. Oficial, moartea a fost considerată sinucidere de către medicul legist și a rămas consemnată astfel.

## Stil artistic personal

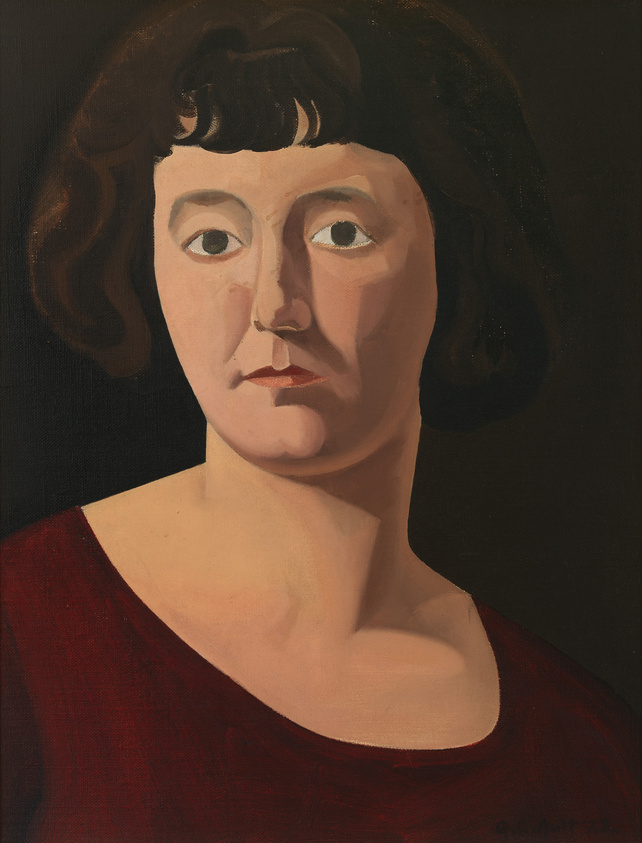
1923 – Beatrice - lucrarea se găsește la Whitney - Whitney Museum of American Art

Ault a lucrat mai ales în ulei, acuarelă și creion. Este adesea grupat cu pictorii precioniști precum Charles Sheeler și Ralston Crawford, datorită reprezentărilor sale neîmpodobite, complet „nefardate,” ale arhitecturii și peisajelor urbane. Cu toate acestea, aspectele ideologice ale precioniștilor și modernismul fără ezitare al influențelor lor nu sunt atât de evidente în lucrările sale — spre exemplu, el a numit cândva zgârie-norii ca fiind „piatra de mormânt a capitalismului” și a considerat orașul industrializat american „Iadul fără foc.”
Ault a pictat ceea ce vedea în jurul său, simplificând detaliile ușor în forme și planuri plate și portretizând modelele geometrice subadiacente ale structurilor pe care le-a reprezentat. În cuvintele soției sale, Louise, pictura pentru el a fost un mijloc de „a crea ordine din haos.” 
Un pictor analitic și, în cele din urmă, un realist, Ault este cunoscut pentru reprezentarea sa realistă a luminii — în special lumina lunii și lumina de lampă — pentru că adesea a pictat scene de noapte.

## Comentariu elogios
În ceea ce privește picturile ultimilor săi ani, precum Ianuarie, Lună plină, Noapte neagră, Noapte de august și Lumină strălucitoare la colțurile lui Russell (ilustrată mai sus), editorul artistic Roberta Smith, de la The New York Times, a scris, 
| “ | Scenariul este același în fiecare caz - un felinar solitar, aceeași curbă a drumului, aceeași colecție de grajduri și anexe - dar văzute din unghiuri diferite. În ele, Ault a invocat poezia întunericului într-un mod de neuitat - implacabila solitudine și stranietatea pe care noaptea le conferă formelor și locurilor odinioară familiare. | ” |

În 2011, Muzeul de Artă American Smithsonian a organizat o expoziție importantă în jurul lucrărilor lui Ault,  care a călătorit și la Muzeul de Artă din statul american  Georgia.

## Galerie

Lucrări reprezentative — George Copeland Ault
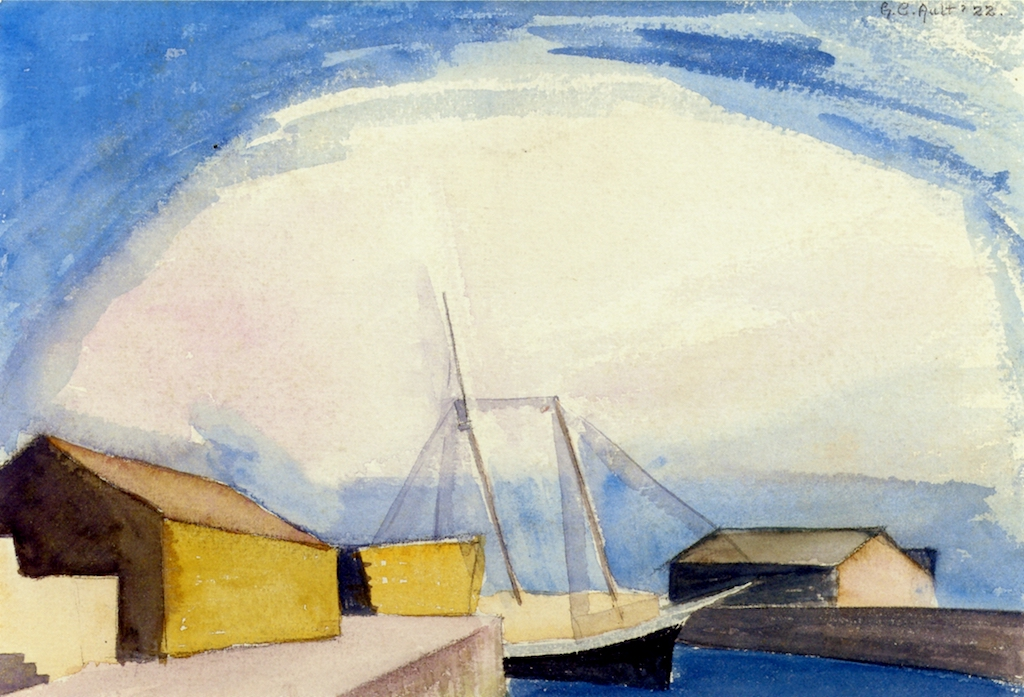
1922 – Vas cu pânze (în engleză Sailboat), acuarelă, colecție particulară
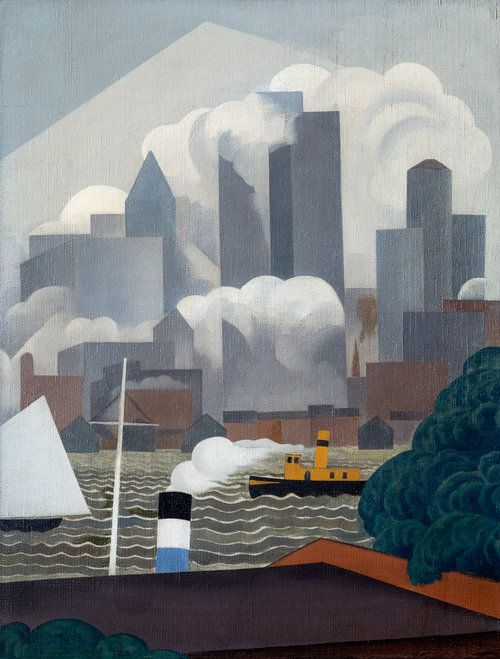
1925 – East River, sursa imaginii lucrării este
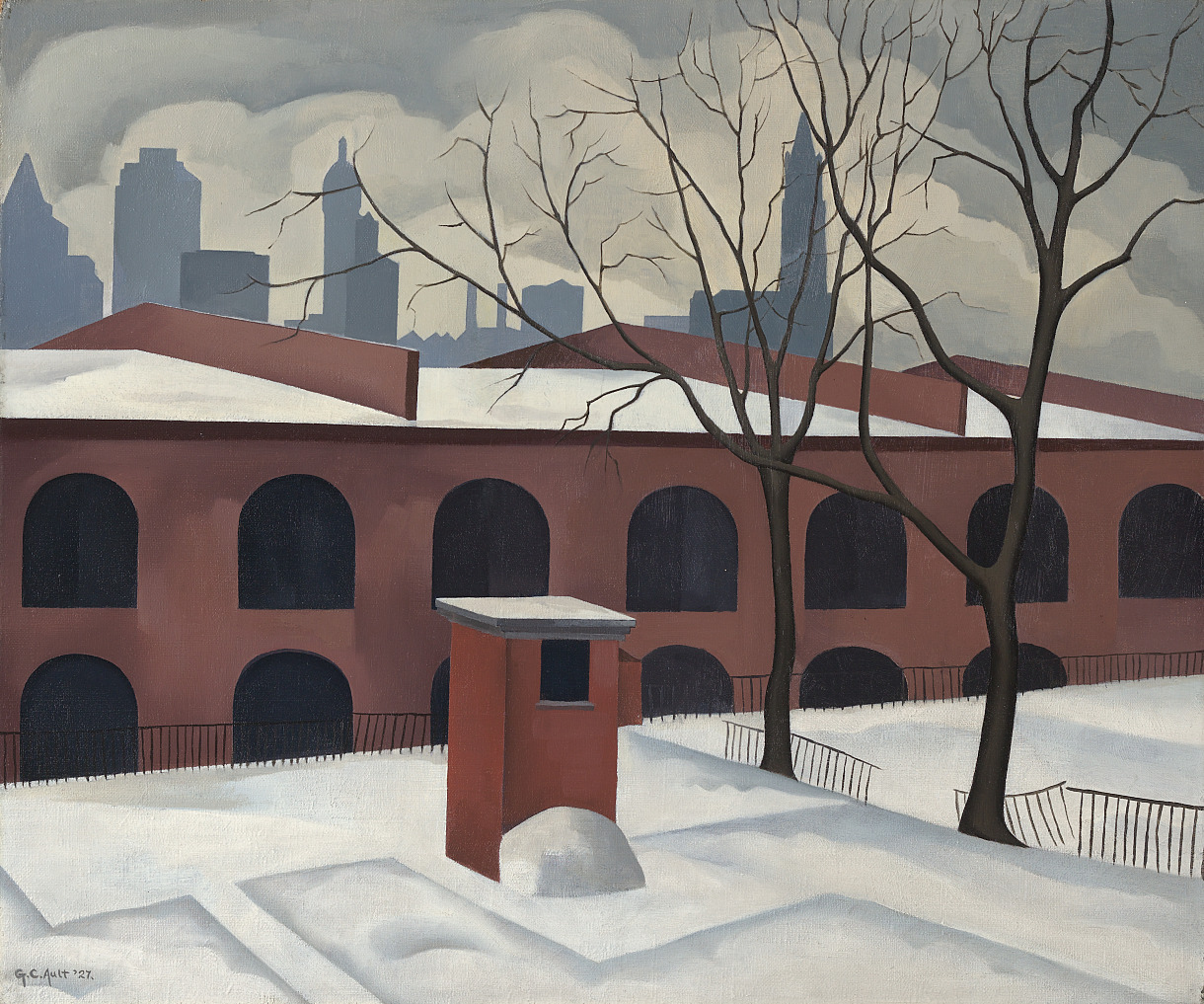
1927 – Imagine din Brooklin (în engleză View from Brooklyn)
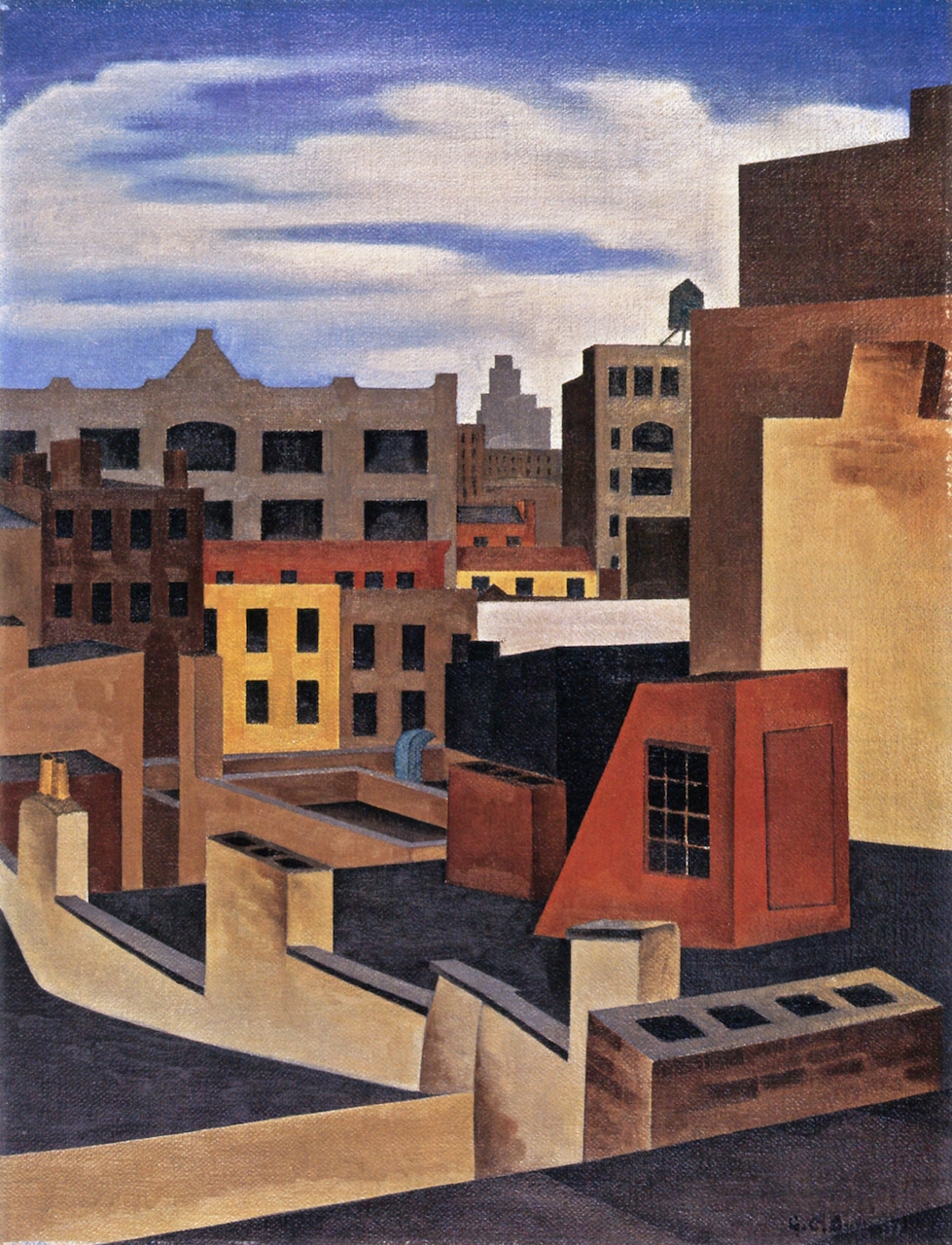
1931 – Acoperișuri (în engleză Roofs), ulei pe pânză, lucrarea se află la Hood Museum of Art din Hanover, statul  New Hampshire
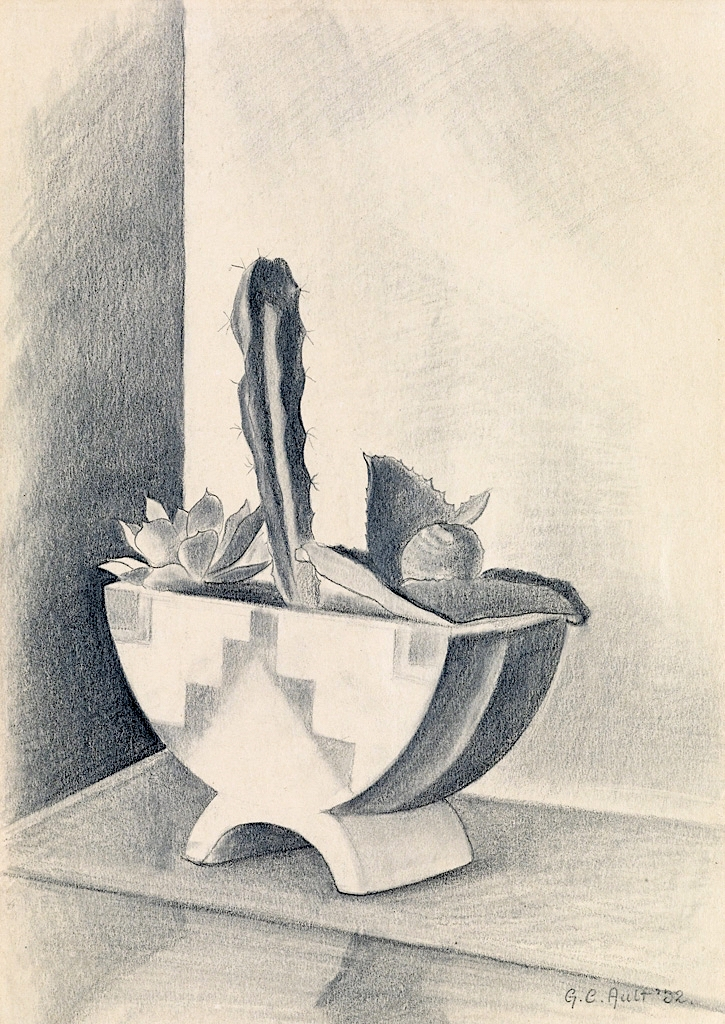
1932 – Plantă de cactus (în engleză Cactus Plant), creion, colecție particulară
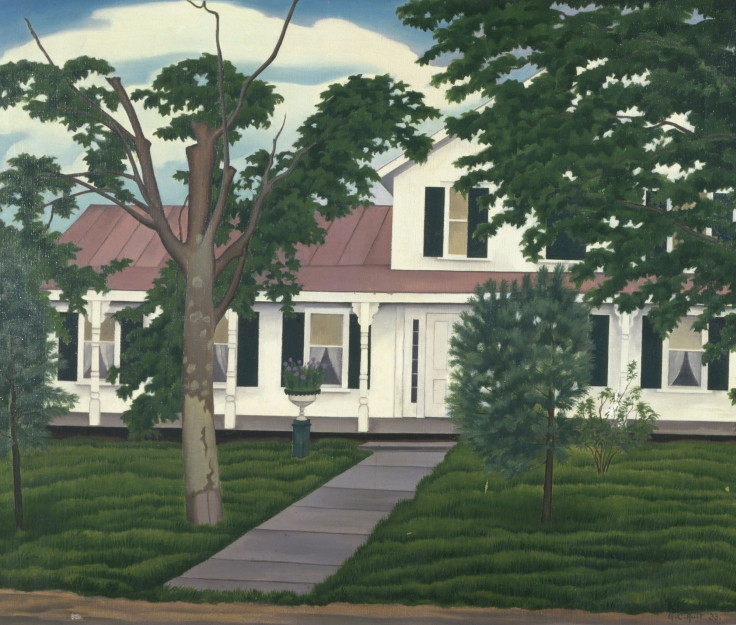
1933 – Casa Came[liei] (în engleză Came's House), ulei pe pânză, lucrarea se găsește la Albany Institute of History and Art
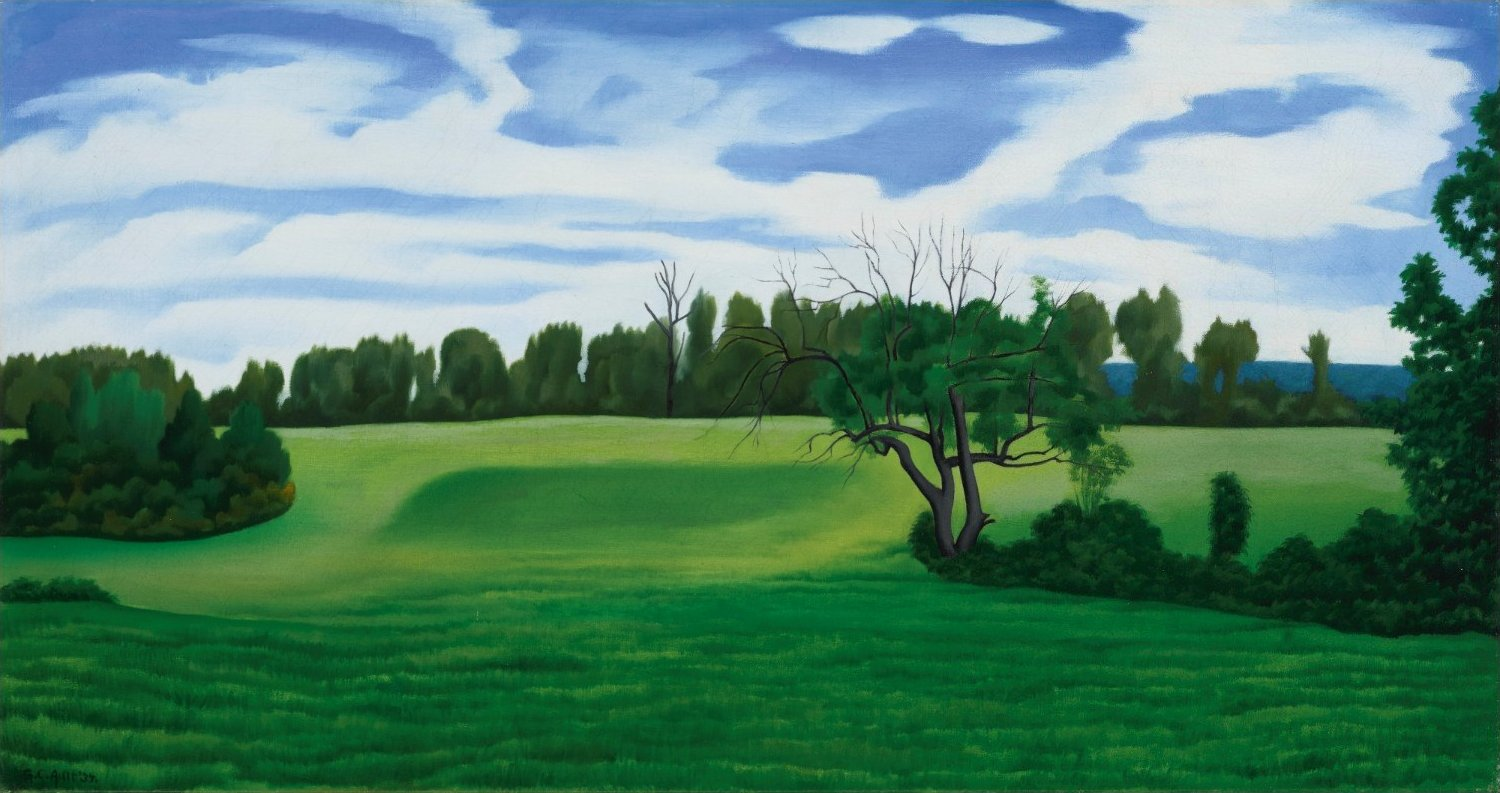
1934 – Peisaj de vară (în engleză Summer Landscape), ulei pe pânză
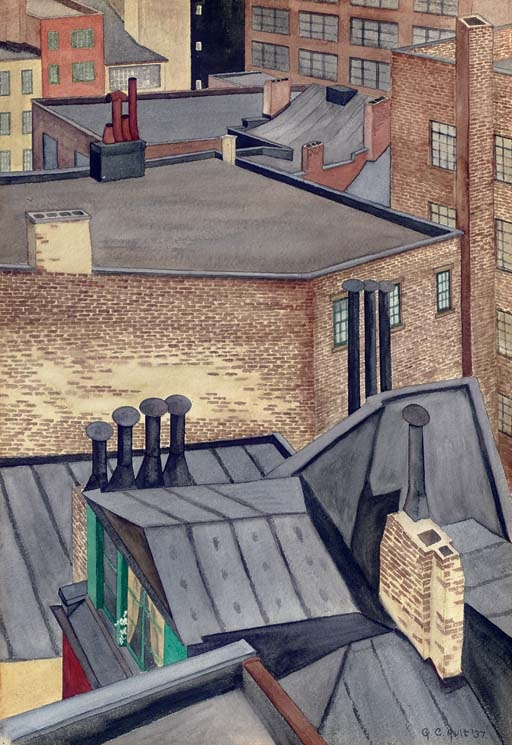
1934 – Acoperișuri [dintr-un] sat (în engleză Village Roofs), acuarelă, colecție particulară
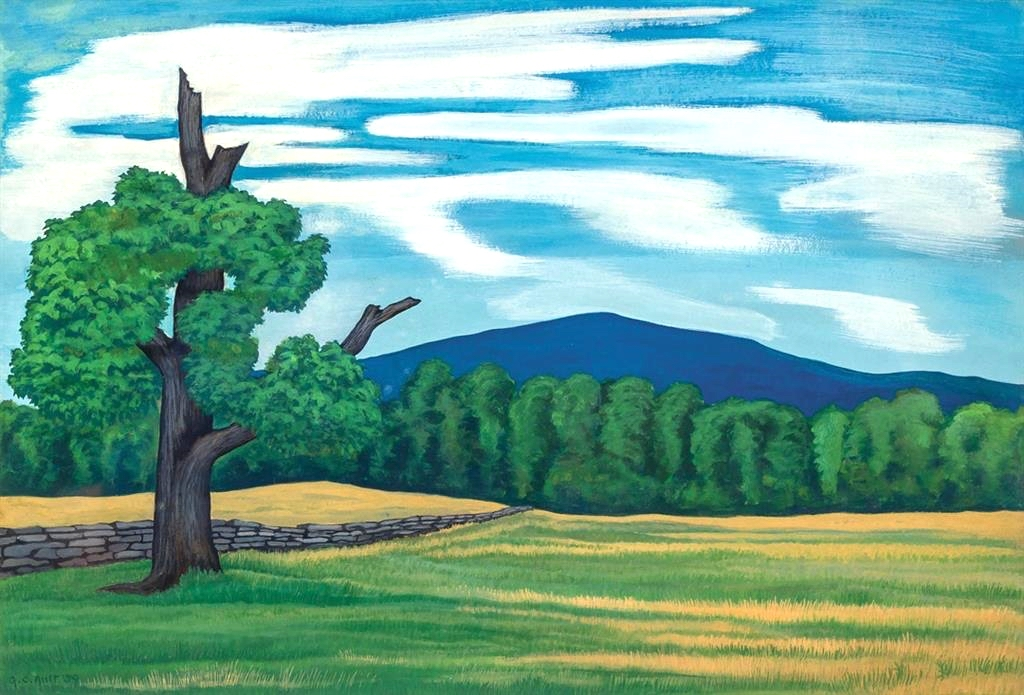
1939 – Peisaj din Munții Catskill (în engleză Catskill Mountain Scene), guașă, colecție particulară
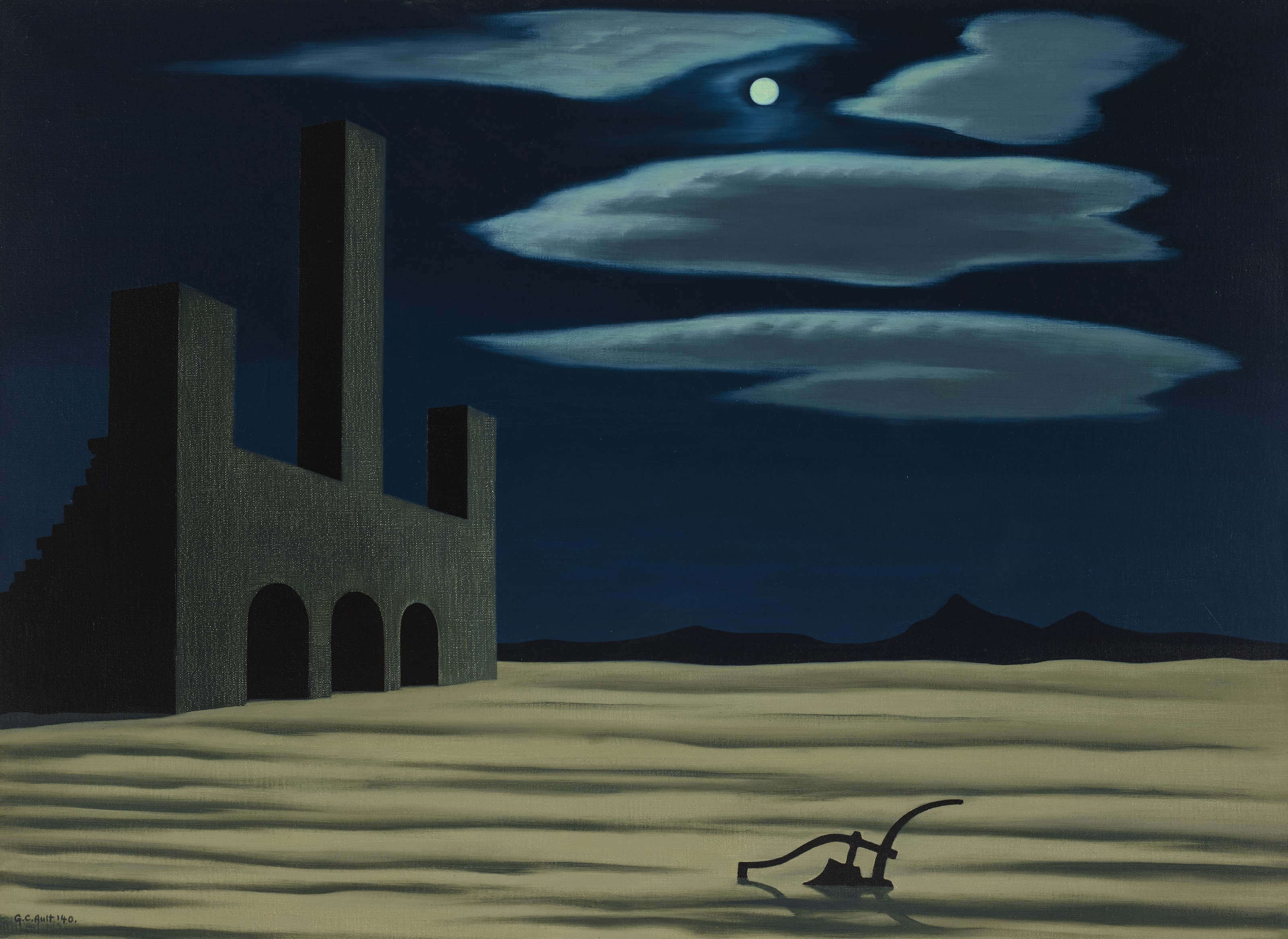
1934 – Plugul și Luna (în engleză The Plough and the Moon), aflat în colecție particulară, lucrarea a fost vândută la Christie's, în 18 noiembrie 2021, cu 687.500 dolari  — vezi
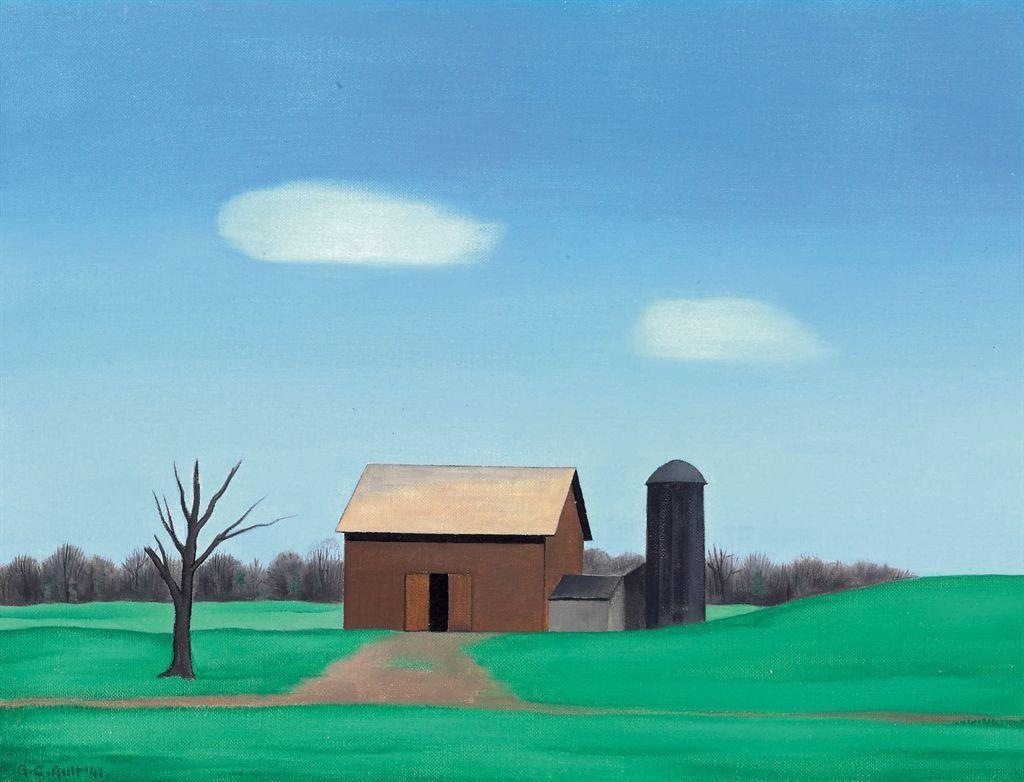
1941 – Primăvară în comitatul Albany (în engleză Spring in Albany County), ulei pe pânză, colecție particulară
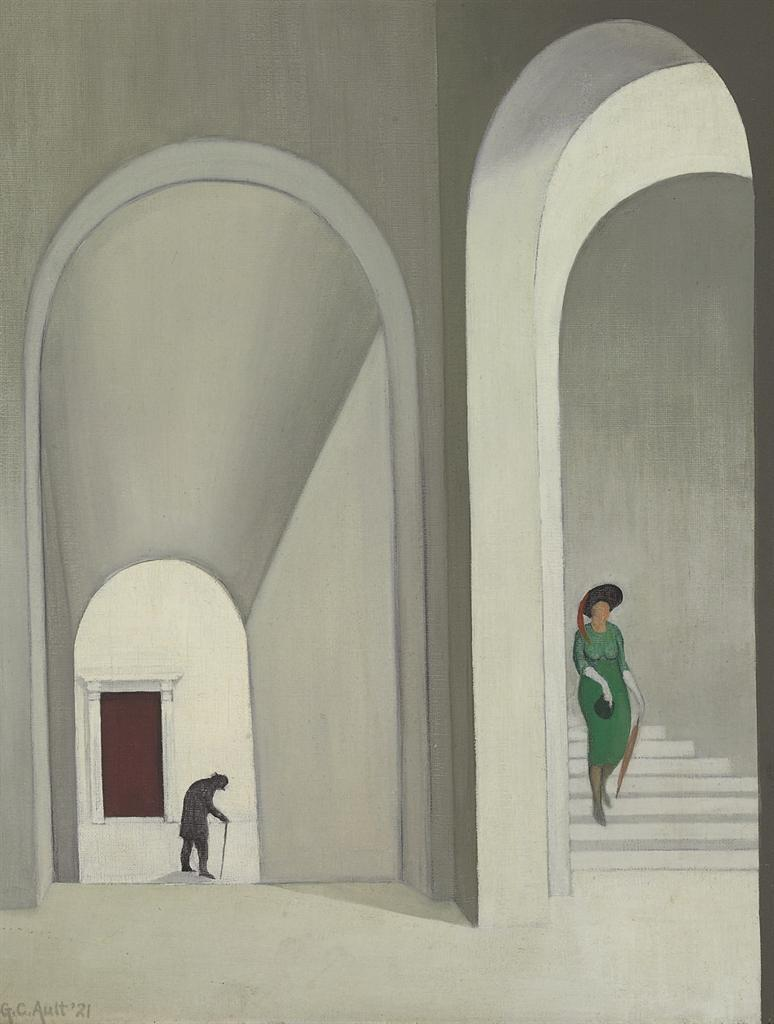
Fără date exacte – Scara (în engleză The Stairway), pictura fusese un timp expusă în Montclair Art Museum
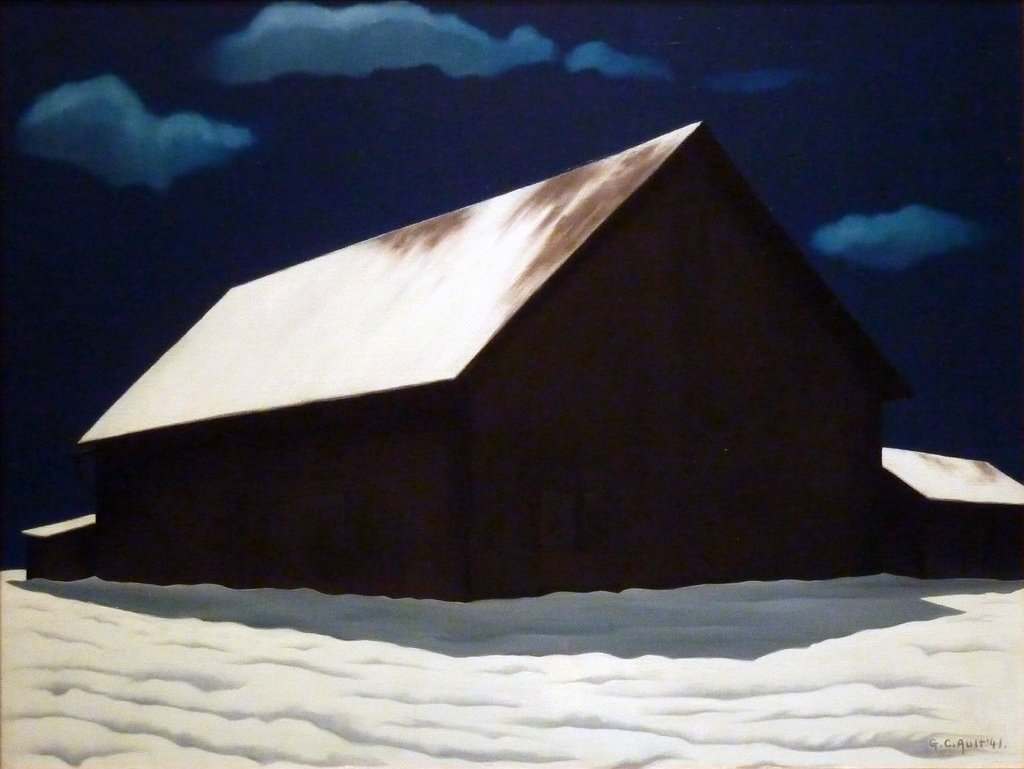
1941 – Lună plină în ianuarie  (în engleză January Full Moon), lucrare aflată la Nelson-Atkins Museum of Art din Kansas City, statul  Missouri
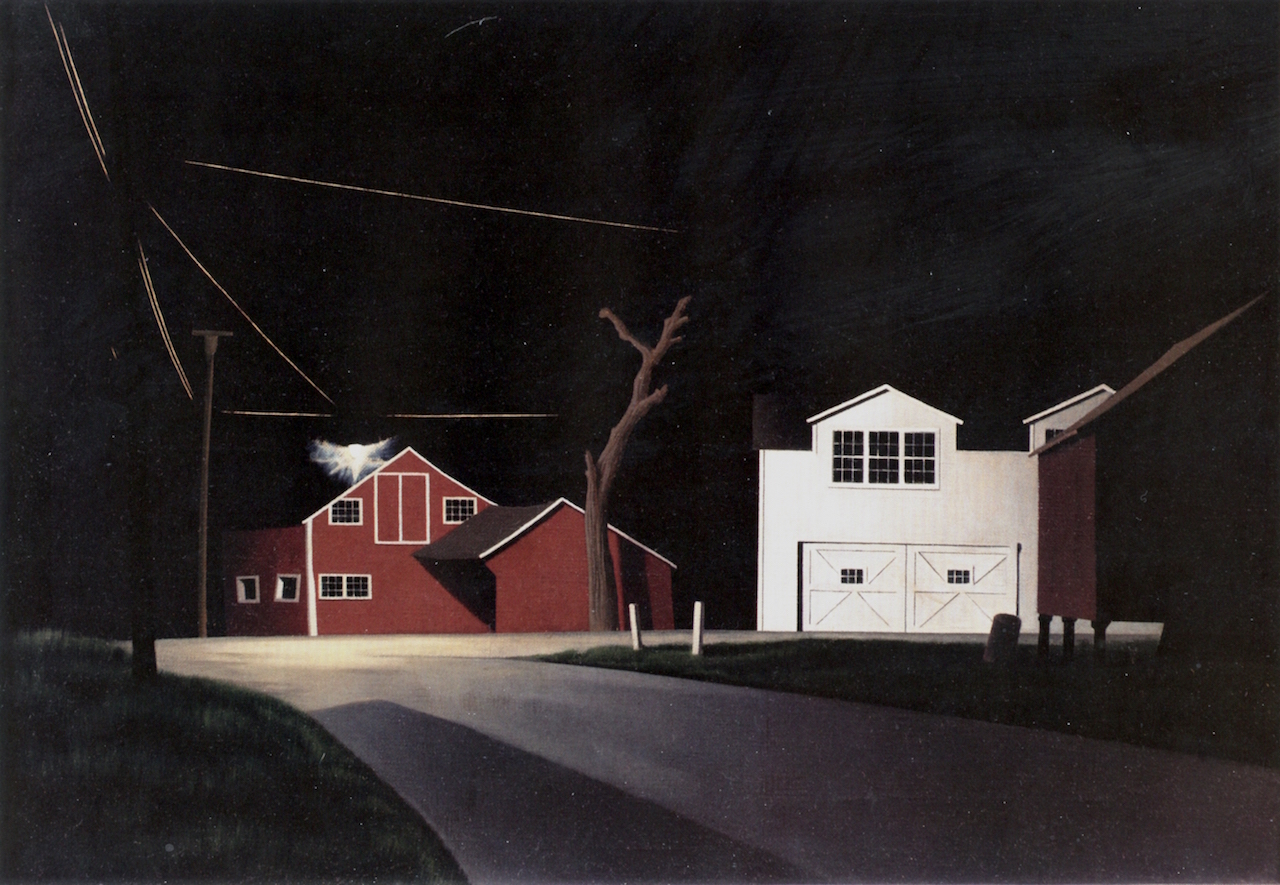
1943 – Noapte întunecată [la] intersecția Russell (în engleză Black Night. Russell's Corners), lucrare aflată la Pennsylvania Academy of the Fine Arts
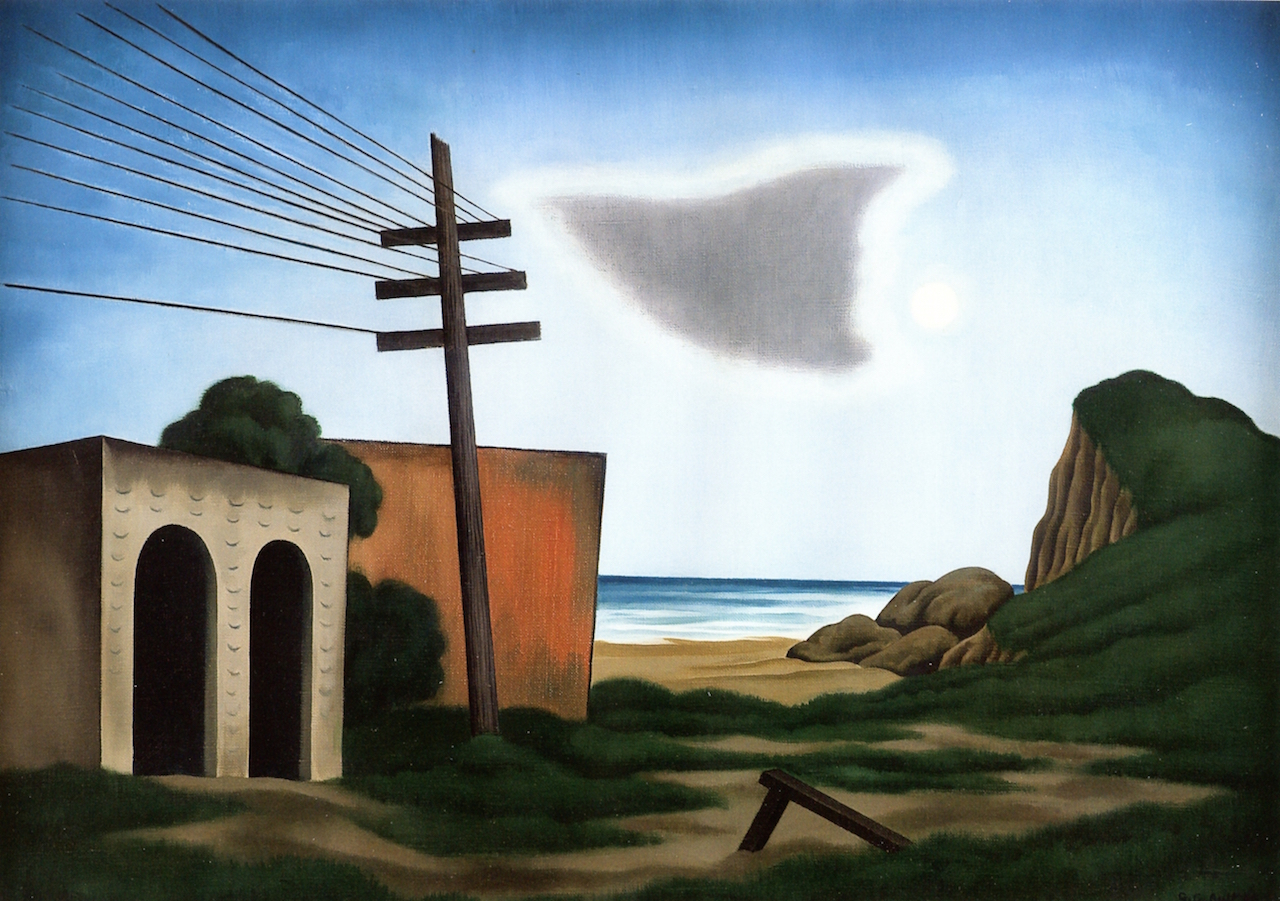
1943 – Stația de cablu (în engleză The Cable Station), ulei pe pânză, colecție particulară
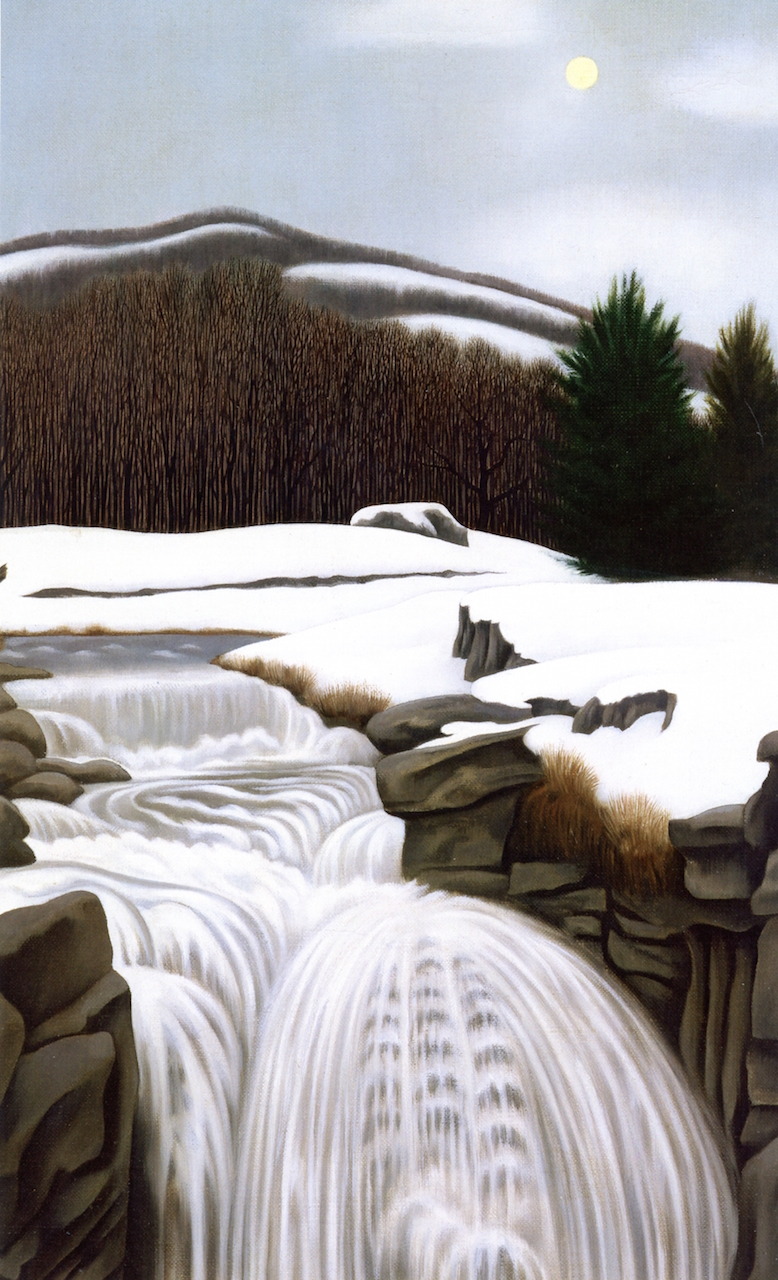
1945 – Pârâu la munte (în engleză Brook in the Mountains[17], lucrarea se găsește la instituția Minneapolis Institute of Art
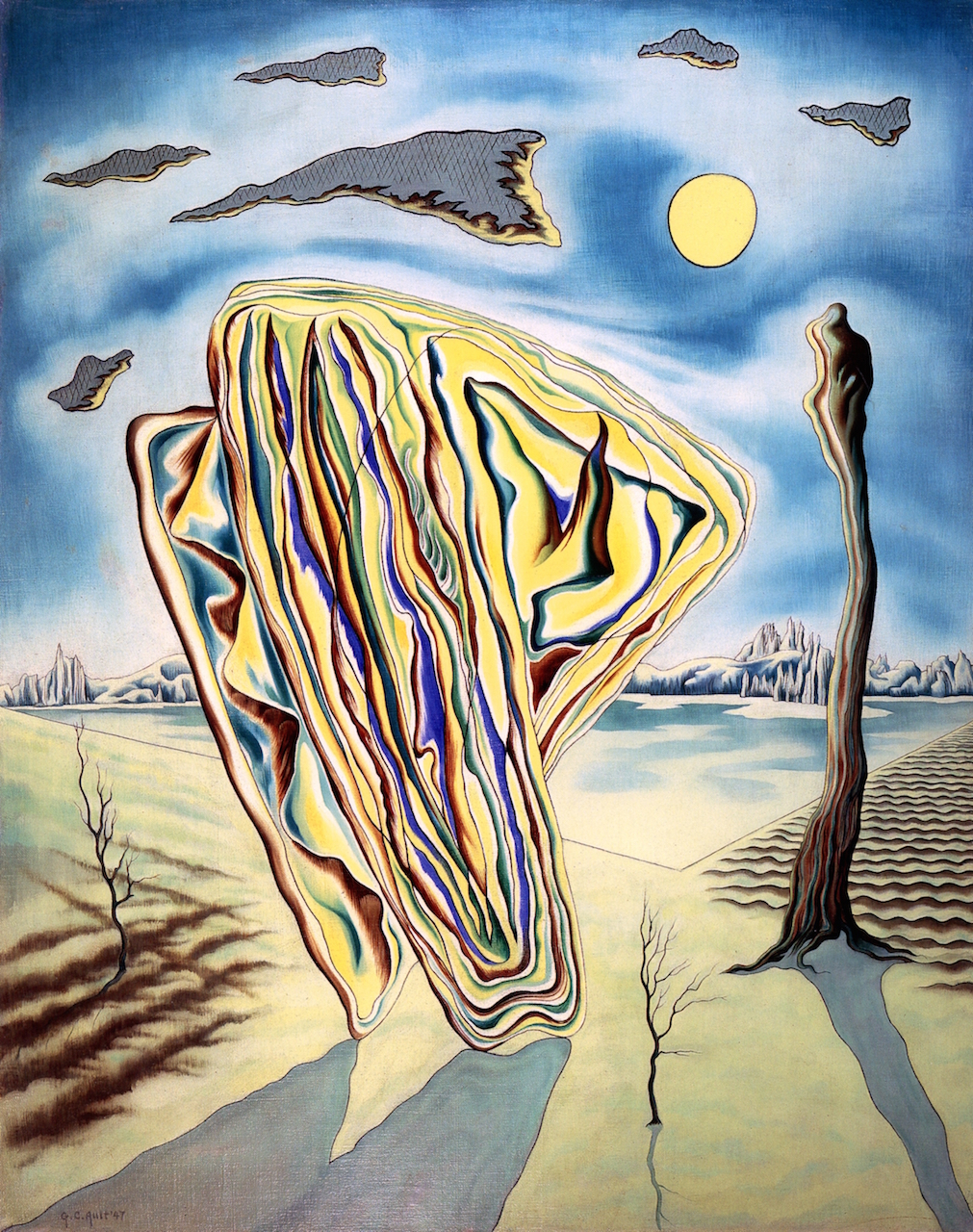
1947 – Simfonie universală (în engleză Universal Symphony), ulei pe pânză, colecție particulară

## References
1. ↑   http://www.caldwellgallery.com/bios/ault_biography.html, accesat în 6 ianuarie 2019 Lipsește sau este vid: |title= (ajutor)
2. ↑  Museum of Modern Art online collection, accesat în 4 decembrie 2019
3. ↑  IdRef, accesat în 5 martie 2020
4. ↑  en  Schwartz, pagina 301.
5. ↑  en  Lubowsky, paginile 24–26.
6. ↑  en  Schwartz, pagina 302.
7. ↑  en Grant Wingate, Zenobia. „George Copeland Ault | Caldwell Gallery”. www.caldwellgallery.com. Accesat în 20 aprilie 2020. – Despre George Copeland Ault pe web site-ul Caldwell Gallery
8. ↑  en  Fryd, pagina 57
9. ↑  en Alexander Nemerov, "George Ault and 1940s America Arhivat în 21 septembrie 2011, la Wayback Machine.," — George Ault și America anilor 1940, articol publicat în The Magazine Antiques - Revista Antiques
10. ↑  en  Smith, Roberta – Review/Art; George Ault's Sad, Everyday Beauty in Stillness – Recenzie/Artă; Frumusețea tristă, cotidiană a lui George Ault în liniște, - New York Times, 29 aprilie 1988
11. ↑  en  Smith, Roberta – Review/Art; George Ault's Sad, Everyday Beauty in Stillness – Recenzie/Artă; Frumusețea tristă, cotidiană a lui George Ault în liniște, - New York Times, 29 april 1988
12. ↑  en „To Make a World: George Ault and 1940s America”. Smithsonian American Art Museum. Accesat în 6 ianuarie 2019.
13. ↑  en „Georgia Museum of Art at UGA presents 'To Make a World: George Ault and 1940s America'”. The Georgia Museum of Art. Accesat în 6 ianuarie 2019.
14. ↑  Lucrarea lui George Ault East River se găsește aici
15. ↑  en  Website-ul instituției Albany Institute of History and Art
16. ↑  Plugul și Luna
17. ↑  en Lucrarea 10513 de la Minneapolis Institute of Art

## Alte surse
- Harnsberger, R.S. (1992) – Ten precisionist artists: annotated bibliographies - Zece artiști precizioniști: biografii anotate —— [Art Reference Collection no. 14], Westport, statul  Connecticut, Greenwood Press, ISBN: 0-313-27664-1.